# 粉美人蕉
粉美人蕉（学名：Canna glauca）为美人蕉科美人蕉属的植物，是中国的特有植物。分布在西印度群岛、南美洲以及中国大陆的南北各省，目前已由人工引种栽培。